# Olympische Winterspiele 1988/Teilnehmer (Jugoslawien)
| Gelbes Symbol für Goldmedaillen mit stilisierten Olympischen Ringen | Graues Symbol für Silbermedaillen mit stilisierten Olympischen Ringen | Braundes Symbol für Bronzemedaillen mit stilisierten Olympischen Ringen |
| ------------------------------------------------------------------- | --------------------------------------------------------------------- | ----------------------------------------------------------------------- |
| —                                                                   | 2                                                                     | 1                                                                       |

Jugoslawien nahm an den Olympischen Winterspielen 1988 im kanadischen Calgary mit einer Delegation von 22 Athleten in sieben Disziplinen teil, davon 16 Männer und 6 Frauen. Mit zwei Silbermedaillen und einer Bronzemedaille platzierte sich Jugoslawien auf Rang 14 im Medaillenspiegel.
Fahnenträger bei der Eröffnungsfeier war der Skirennläufer Bojan Križaj.

## Teilnehmer nach Sportarten

### Biathlon
- Jure Velepec
10 km Sprint: 53. Platz (28:21,9 min)
20 km Einzel: 35. Platz (1:03:15,6 h)

### Bob
Männer, Zweier
- Borislav Vujadinović, Miro Pandurević (YUG-1)
28. Platz (4:03,50 min)

### Eiskunstlauf
Frauen
- Željka Čižmešija
22. Platz (44,0)

### Eisschnelllauf
Männer
- Behudin Merdović
500 m: 35. Platz (56,21 s)
1000 m: 35. Platz (1:23,88 min)
1500 m: 39. Platz (2:06,11 min)

Frauen
- Bibija Kerla
500 m: 30. Platz (44,47 s)
1000 m: 26. Platz (1:30,89 min)
1500 m: 28. Platz (2:21,69 min)

### Ski Alpin
Männer
- Grega Benedik
Slalom: 9. Platz (1:41,38 min)

- Klemen Bergant
Super-G: 16. Platz (1:43,41 min)
Riesenslalom: 15. Platz (2:11,04 min)
Slalom: Rennen nicht beendet

- Tomaž Čižman
Super-G: 9. Platz (1:42,47 min)
Riesenslalom: Rennen nicht beendet

- Rok Petrovič
Riesenslalom: 8. Platz (2:09,32 min)
Slalom: 11. Platz (1:41,63 min)

- Robert Žan
Riesenslalom: 23. Platz (2:12,18 min)
Slalom: Rennen nicht beendet

Frauen
- Mojca Dežman
Riesenslalom: 18. Platz (2:14,36 min)
Slalom: 9. Platz (1:40,21 min)

- Veronika Šarec
Super-G: 27. Platz (1:23,17 min)
Riesenslalom: Rennen nicht beendet
Slalom: Rennen nicht beendet

- Mateja Svet
Super-G: 20. Platz (1:21,96 min)
Riesenslalom: 4. Platz (2:07,80 min)
Slalom: Silber  (1:38,37 min)

- Katra Zajc
Riesenslalom: 15. Platz (2:12,48 min)
Slalom: Rennen nicht beendet

### Skilanglauf
Männer
- Aleksander Grajf
15 km klassisch: 44. Platz (46:12,3 min)
30 km klassisch: 53. Platz (1:36:19,2 h)
50 km Freistil: 52. Platz (2:23:47,1 h)

- Janež Kršinar
15 km klassisch: 39. Platz (45:54,8 min)
30 km klassisch: 34. Platz (1:32:02,1 h)
50 km Freistil: 30. Platz (2:12:33,5 h)

### Skispringen
- Matjaž Debelak
Großschanze: Bronze  (207,7)
Mannschaft: Silber  (625,5)

- Rajko Lotrič
Normalschanze: 26. Platz (180,1)

- Miran Tepeš
Normalschanze: 4. Platz (211,2)
Großschanze: 10. Platz (194,8)
Mannschaft: Silber  (625,5)

- Primož Ulaga
Normalschanze: 30. Platz (177,1)
Großschanze: 40. Platz (161,0)
Mannschaft: Silber  (625,5)

- Matjaž Zupan
Normalschanze: 16. Platz (190,0)
Großschanze: 9. Platz (195,8)
Mannschaft: Silber  (625,5)